# W Radio (Colombia)
W Radio es una cadena de radio de programación generalista, propiedad de El grupo Prisa. Comenzó en 1973 como estación contemporánea de adultos bajo el nombre de Punto Azul y para el año 1976, renombrada como Caracol Estéreo. Forma parte de la cadena W Radio, con redes en México y Estados Unidos. 
La estación es más conocida por el noticiero matutino La W presentado por Julio Sánchez Cristo. Cuenta con la participación de los reconocidos periodistas como Daniel Coronell, Alberto Casas Santamaría, Félix de Bedout, con el apoyo del equipo de periodistas nacionales e internacionales.

## Historia
Antes de 1990, las emisoras de radio en la banda FM de Colombia se dedicaban casi exclusivamente a la música debido al Decreto 2085 de 1975 emitido por el Ministerio de Comunicaciones que limitaba a 60 minutos diarios el tiempo que una estación FM podía dedicar a «programas informativos, periodísticos o deportivos». Estas restricciones se relajaron a principios de los años 1990 y se permitió a las emisoras FM emitir programas de noticias.
Viva FM fue una de las novedades pioneras de la mañana en la banda FM, a partir de 1991 en Caracol Estéreo, presentada por Julio Sánchez Cristo. Sánchez Cristo saldría de Caracol Estéreo en 1996 para unirse a RCN Radio, creando La FM (La FM), un programa similar en la entonces recientemente creada estación del mismo nombre.  Viva FM  continuó con la dirección de Roberto Pombo y Hernán Pélaez hasta 2003. En ese año Sánchez regresó a Viva FM; además Caracol Radio fue adquirido por el Grupo Prisa y después Sánchez decidió crear la marca W Radio.
En 2020, se crea una subradio de W Radio en Medellín llamada W+ en la frecuencia 99.4 FM, con programación musical con música en inglés y español de los 80's, 90's e 2000's.

## Frecuencias
| Ciudad                      | Nombre comercial | Frecuencia   | Código de identificación |
| --------------------------- | ---------------- | ------------ | ------------------------ |
| Arauca                      | W Radio          | 102.3 FM     | HJC34                    |
| Armenia                     | W Radio          | 106.4 FM     | HJO84                    |
| Barranquilla                | W Radio          | 90.1 FM      | HJQU                     |
| Bogotá                      | W Radio          | 99.9 FM      | HJLN                     |
| Bogotá                      | W Radio          | 690 AM       | HJCZ                     |
| Bucaramanga                 | W Radio          | 90.7 FM      | HJQ72                    |
| Bucaramanga                 | W Radio          | 1270 AM      | HJTX                     |
| Cali                        | W Radio          | 95.5 FM      | HJMQ                     |
| Cali                        | W Radio          | 700 AM       | HJCX                     |
| Cartagena de Indias         | W Radio          | 107.5 FM     | HJA25                    |
| Cúcuta                      | W Radio          | 99.9 FM      | HJO65                    |
| Cúcuta                      | W Radio          | 1250 AM      | HJHS                     |
| Duitama                     | W Radio          | 1150 AM      | HJGJ                     |
| Ibagué                      | W Radio          | 96.3 FM      | HJB81                    |
| Manizales                   | W Radio          | 101.7 FM     | HJB62                    |
| Medellín                    | W Radio          | 102.9 FM     | HJE71                    |
| Medellín                    | W+               | 99.4 FM (**) | HJG53                    |
| Montería                    | W Radio          | 107.5 FM     | HJA21                    |
| Neiva                       | W Radio          | 1210 AM      | HJFR                     |
| Neiva                       | Neiva Estéreo    | 93.8 FM (*)  | HJU80                    |
| Pasto                       | W Radio          | 97.1 FM      | HJD32                    |
| Pereira                     | W Radio          | 88.7 FM      | HJB23                    |
| Popayán                     | W Radio          | 98.1 FM      | HJK40                    |
| Lloró                       | Lloró Stereo     | 88.3 FM      | HKF71                    |
| Quibdó                      | Lloró Stereo     | 88.3 FM      | HKF71                    |
| Santa Marta                 | W Radio          | 101.1 FM     | HJA79                    |
| Sincelejo                   | M Radio          | 106.3 FM     | HJB59                    |
| Tunja                       | W Radio          | 99.3 FM      | HJCW                     |
| Villavicencio               | W Radio          | 102.3 FM     | HJN24                    |
| Frecuencias internacionales |                  |              |                          |
| Miami, Estados Unidos       | Éxitos           | 107.1 FM     | WURN                     |

(*) Emite desde las 5:00 a.m. hasta las 2:00 p.m. de lunes a viernes el noticiero La W, debido a que la frecuencia 104.3 FM dejó de emitirse tras ser devuelta a Sistema AS del periodista Edgar Artunduaga, para relanzar la emisora Huila Stereo el 1 de enero de 2019. El 23 de mayo de 2023, el sistema regresa completamente en la frecuencia 1210 AM en reemplazo de Bésame.
(**) Emite desde las 5:00 a.m. hasta las 12:00 m. de lunes a viernes el noticiero La W con Julio Sánchez Cristo, el resto de su programación es musical de carácter local.
La señal estuvo disponible también en DirecTV por el canal 993 para Venezuela, canal disponible aún en Claro TV en el canal 851, en Televisión Digital ETB por el canal 730 y en DirecTV por el Canal 993.